# SM i musikfyrverkeri

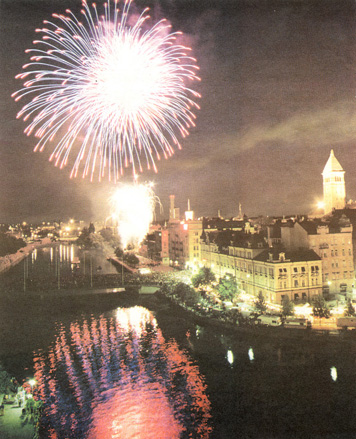
SM Fyrverkeri i Norrköping

SM i musikfyrverkeri är en tävling i Norrköping som startades 1993 av Norrköpings kommun och Leif Hallberg efter en idé av dåvarande Pyroproffs AB och Kim Mortensen.  
Tävlingen skjuts vid Motala Ström, från en avspärrad del av Hamngatan, inne i centrala Norrköping med en omfattande säkerhetsorganisation beroende på en mycket komplicerad skjutplats. Från starten 1993 med ett lag/kväll och var då endast en SM-Tävling i Fyrverkeri. 1996 gjordes den om så att två lag sköt vardera måndag/onsdag/fredag, för att få lite mera "duell"känsla. 2001 övergick tävlingen i att vara en Musikfyrverkeri-tävling.
Varje lag får medföra fyrverkeripjäser till en nettovikt mellan 140 och 170 kg och någon tidsbegränsning för fyrverkerierna finns inte sedan tävlingen ändrades till Musikfyrverkeri.
Juryn består av experter inom konst och drama, samt bild men från och med 2002 finns även en allmänhetens jury som varje kväll följer tävlingarna precis som expertjuryn. 

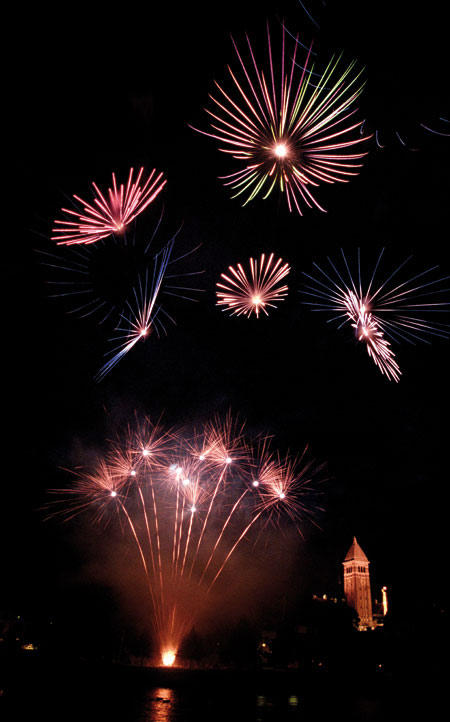
SM i Musikfyrverkeri i Norrköping

De som bedömer fyrverkerierna har nu att ta ställning till:
- färg och färgkomposition
- höjd och bredd
- tempo och rytm
- överraskningsmoment
- originella pjäser
- harmoni mellan musik och fyrverkeri